# 高車
高車（こうしゃ、拼音：Gāochē）は、4世紀から6世紀の中国の五胡十六国時代・南北朝時代にモンゴル高原の北に存在したテュルク系遊牧民の中国での呼び名。または、阿伏至羅（あふくしら、āfúzhìluó）が自立して建てた阿伏至羅国（阿伏至羅）を指す。

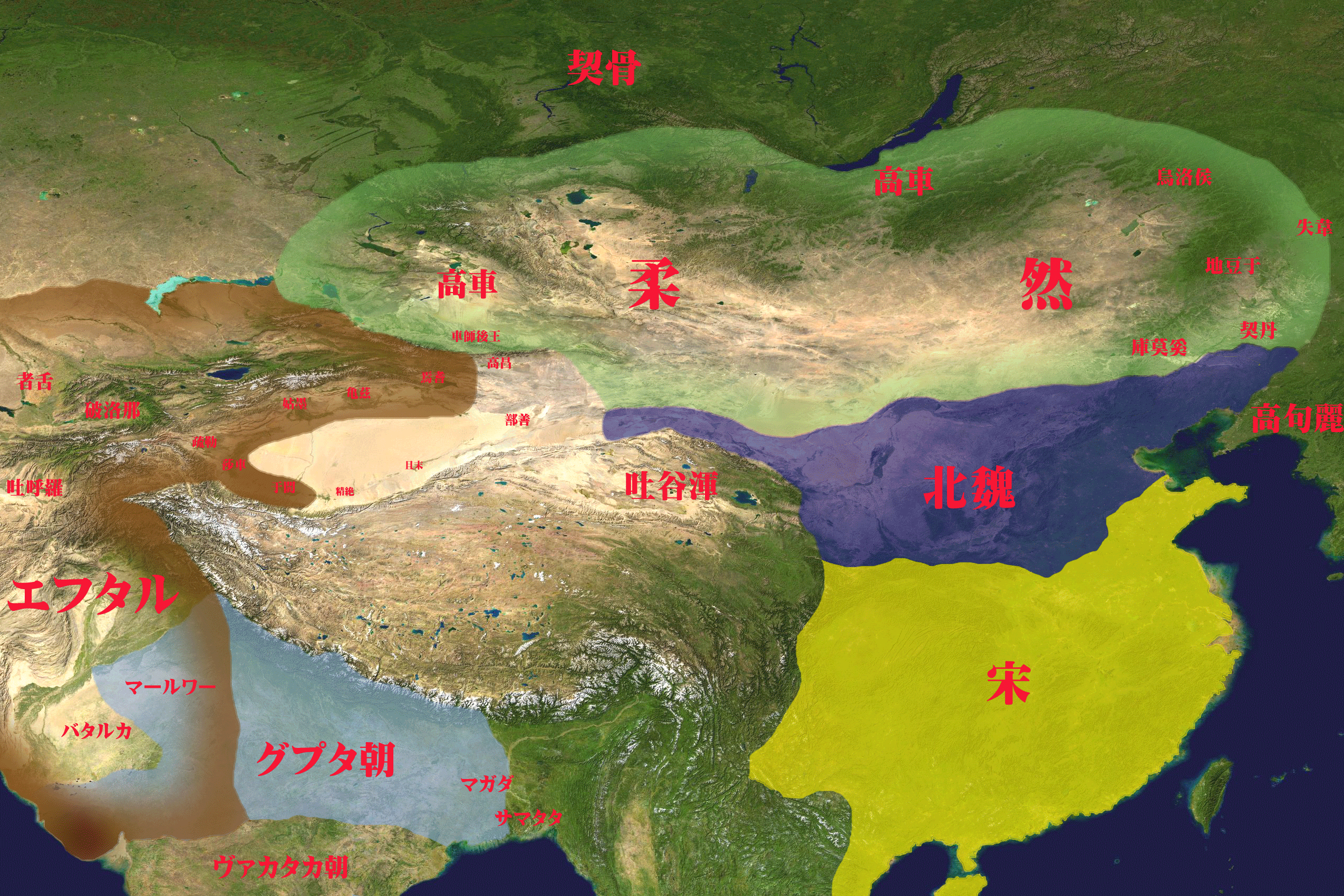
4世紀後半、柔然可汗国と高車。

## 名称
原名は“車”を指すモンゴル語telegem（テレゲン）、terege（テレゲ）に由来すると考えられ、丁零・鉄勒はその音訳で、高車はその意訳であると考えられる。P. A. Boodbergは『Three Notes on the T'u-chüeh Turks』（1951年）において、丁零を古アルタイ語で“車”を指すTerege,Telegenと関連するTerek,Telekに比定し、後に“高車”と呼ばれることに信憑性を持たせた。

## 構成部族・氏族
- 部族
  - 狄部…古の狄族
  - 袁紇部…後の迴紇（韋紇・回紇・回鶻、ウイグル：Uyγur）部
  - 斛律部
  - 解批部
  - 斛斯部
  - 護骨部…後の僕骨（僕固、ボクトゥ：Boqut）部
  - 異奇斤部
  - 烏頻部
  - 豆陳部
  - 吐突隣部
  - 解如部
  - 紇突隣部
  - 紇奚部
  - 侯呂隣部
  - 薛干部
  - 破多蘭部…鮮卑の別種
  - 黜弗部
  - 素古延部
  - 越勒倍泥部
- 十二氏族
  - 叱伏利氏
  - 吐盧氏
  - 乙旃氏
  - 大連氏
  - 窟賀氏
  - 達薄氏
  - 阿侖氏
  - 莫允氏
  - 俟汾氏…後の宇文部[5]
  - 副伏羅氏
  - 乞袁氏
  - 右叔沛氏

## 起源
昔、匈奴の単于に2人の美しい娘がいた。単于は娘たちを天に与えようとして高い台を築き、その上に2人を置いて天が迎えに来るのを待ったが、迎えは来なかった。4年たつと、1匹の老いた狼がやって来て台の下に穴を掘り、居着いてしまった。妹はこの狼こそが天の迎えだと判断し、姉が反対するのを振り切って台をおり、狼の妻となった。その間に生まれた子供が高車の祖先だという。
このような狼祖伝説は後の突厥にもみられる。

## 歴史

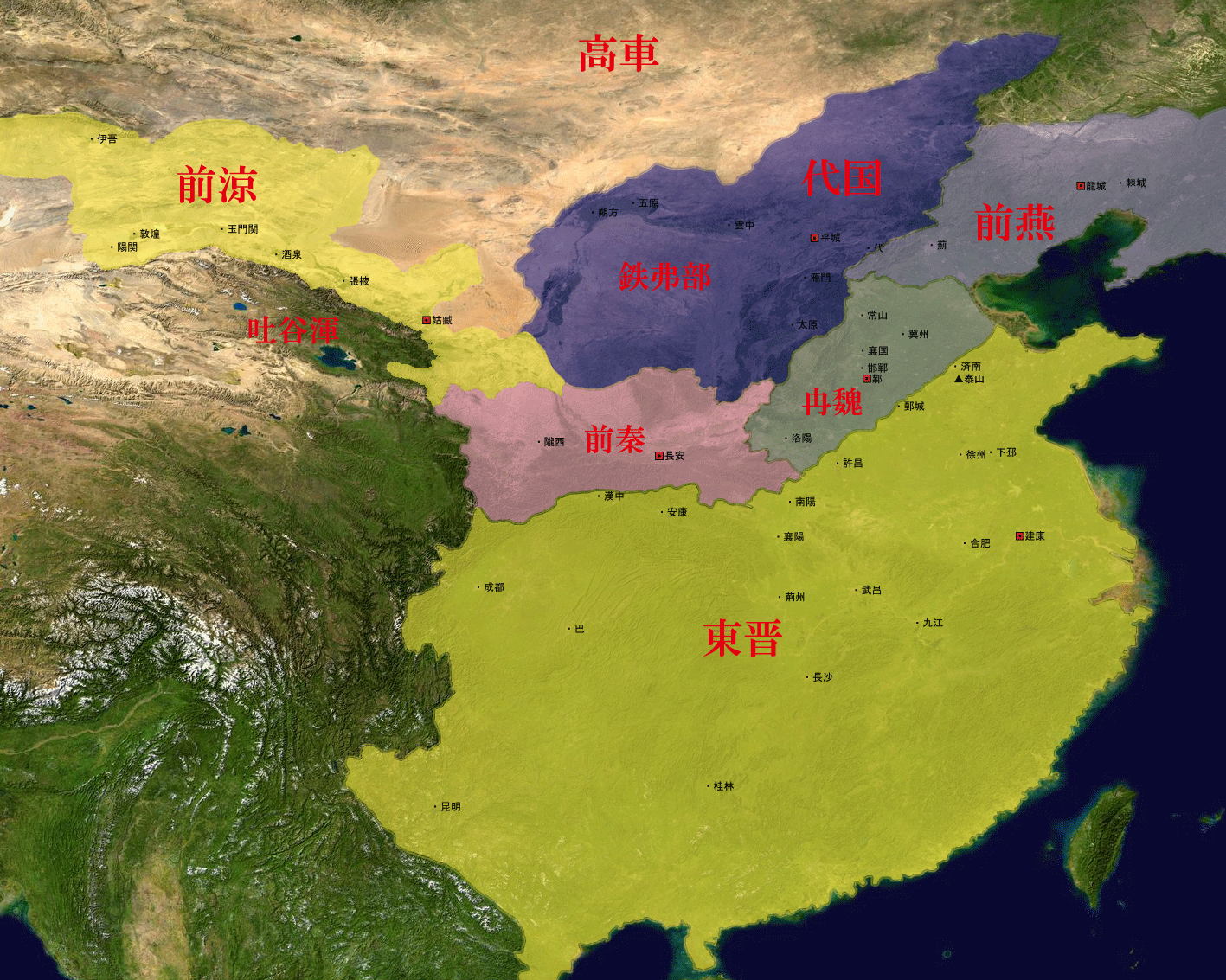
代国の拓跋什翼犍の時代の高車

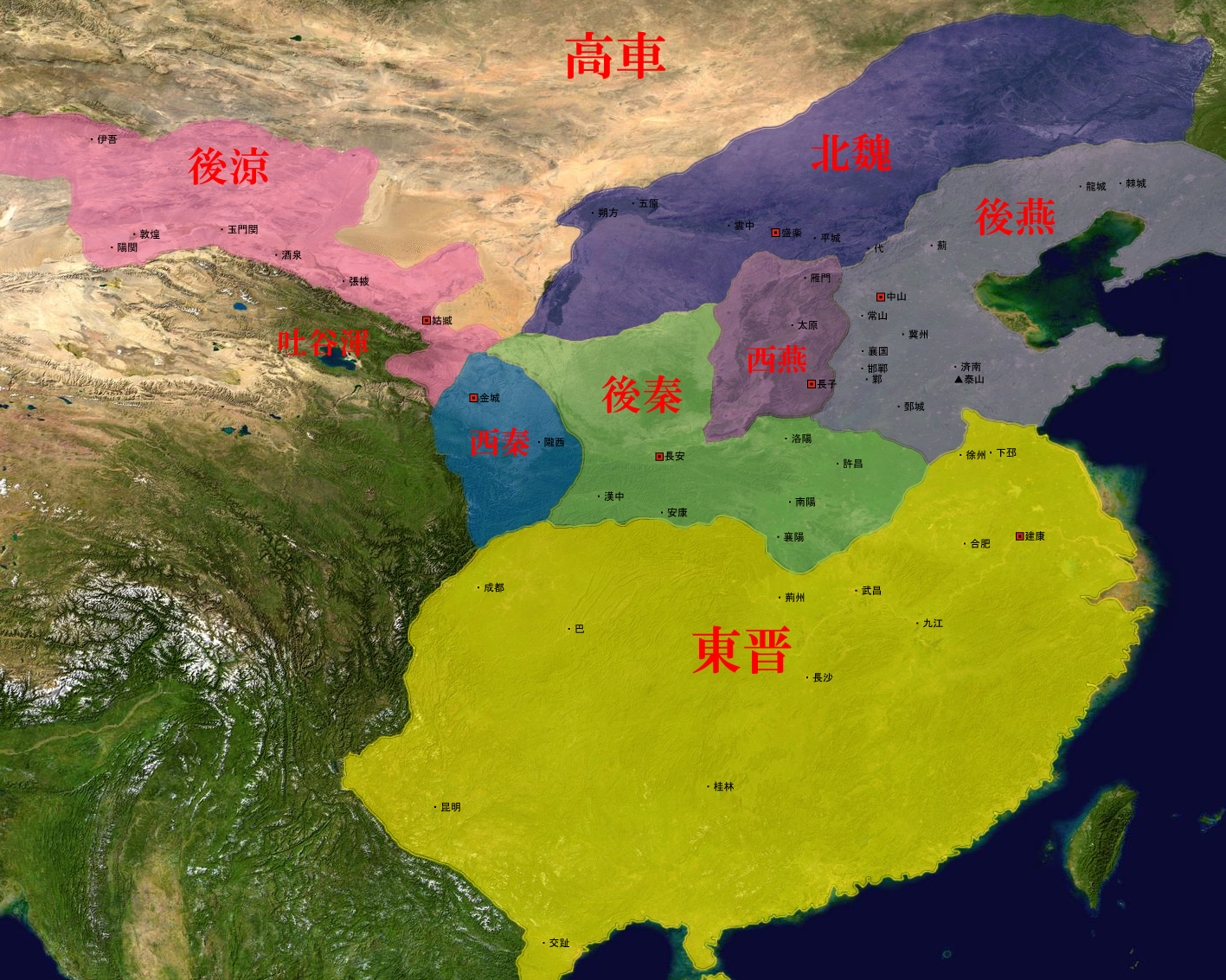
北魏の道武帝の時代の高車

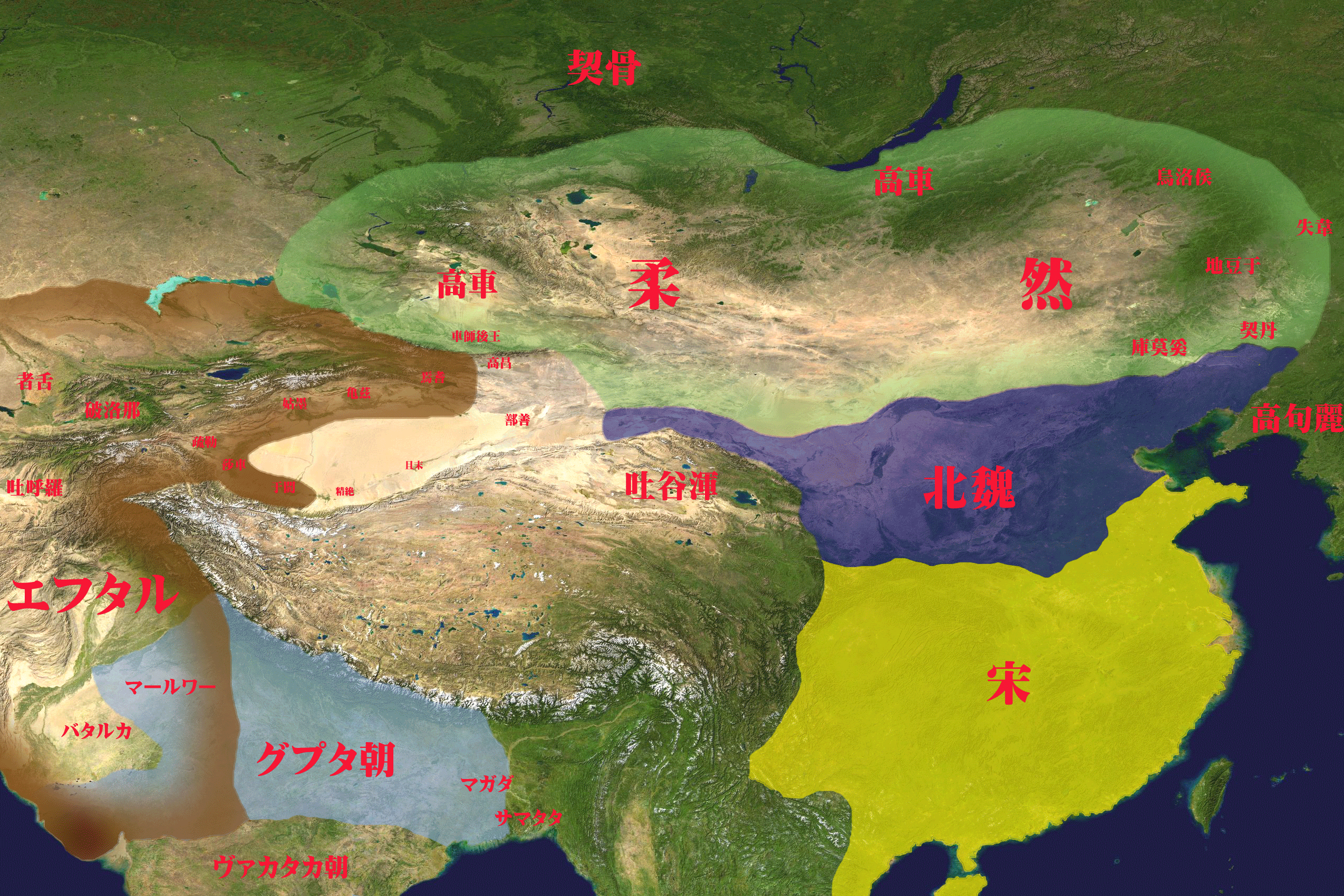
4世紀後半、柔然可汗国と高車。

以下の記述は『魏書』、『北史』による

### 起源
周代に赤狄（）と呼ばれた民族の余種は、やがて狄歴（）と号し、北方民族からは勅勒（）と呼ばれ、中国では高車・丁零と呼ばれるようになる。

### 代国（拓跋部）の時代
代国の建国26年（363年）10月、代国は高車を討ち、これを大破する。
建国33年（370年）11月、代国は高車を征し、これを大破する。
建国39年（376年）11月、代王拓跋什翼犍が前秦の苻堅に敗北すると、高車雑胡が相次いで反乱を起こす。

### 北魏の時代
北魏の登国3年（388年）、北魏の道武帝は西へ親征し、弱洛水を渡り、西行して高車の解如部に赴き、女水に至り、解如部を討ってこれを落破した。
登国4年（389年）1月、道武帝は高車の諸部落を襲い、これを大破。2月、女水に至り、叱突隣部を討ち、これを大破した。
登国5年（390年）3月、道武帝は西征し、鹿渾海にて高車の袁紇部を襲い、これを大破し、生口・馬牛羊20余万を獲得した。10月、道武帝は雲中に遷り、高車の豆陳部を狼山で討ち、これを破る。11月、紇奚部の大人（たいじん：部族長）の庫寒は紇奚部を挙げて北魏に内属した。12月、紇突隣部の大人の屈地鞬は紇突隣部を挙げて北魏に内属した。
登国年間（386年 - 396年）、侯呂隣部の大人の叱伐は苦水河で侵入略奪をしたので、登国8年（393年）夏、道武帝はこれを大破し、その別帥の焉古延らを捕えた。
皇始2年（397年）、紇突隣部の部帥の匿物尼・紇奚部の部帥の叱奴根らはふたたび陰館にて叛き、南安公拓跋順はこれを討つが勝てなかった。これに対し道武帝は、安遠将軍の庾岳を派遣して匿物尼らを討ち、皆殺しにさせた。
天興2年（399年）1月、道武帝は大将軍・常山王拓跋遵や鎮北将軍・高涼王拓跋楽真（拓跋孤の子の拓跋斤の子）らに高車を襲撃させた。2月、諸軍は高車の雑種30余部を破り、7万余口・馬30余万匹・牛羊140余万を獲得した。また、驃騎大将軍・衛王拓跋儀は3万騎を監督し別にその遺迸七部を破り、2万余口・馬5万余匹・牛羊20余万頭を獲得した。
天興3年（400年）11月、高車別帥の咥利曷莫弗の勅力鞬は、900余落を率いて内属し、道武帝は勅力鞬を拝して揚威将軍とし、司馬・参軍を置き、穀2万斛を賜う。
天興4年（401年）1月、高車別帥の解批莫弗の幡豆鞬はその3千余落を率いて内附し、道武帝は拝して威遠将軍とし、司馬・参軍を置き、衣服を賜った。また道武帝は、常山王拓跋遵を派遣して鮮卑別種の破多蘭部を高平で討たせた。その大人の没弈干は数千騎を率いて国を棄てて遁走したので、道武帝はそこの人民を京師に移した。破多蘭部の余種は分散したが、その後赫連勃勃に滅ぼされる。
天興5年（402年）、材官将軍の和突は6千騎を率いて黜弗・素古延などの諸部を襲撃して捕えた。
天興6年（403年）、道武帝は将軍の伊謂に2万騎を率いさせ北の高車を襲撃させる。11月、伊謂は高車を大破する。
天賜5年（408年）、夏の赫連勃勃はことごとく薛干部を略奪して服属させた。
永興5年（413年）、越勒倍泥部は跋那山の西に移転した。7月、明元帝は山陽公奚斤を派遣してこれを討ち破り、その人民を移す。
泰常3年（418年）1月、明元帝は護高車中郎将の薛繁に高車丁零十二部の大衆を率いさせて北略し、弱水に至り、降者2千余人・牛馬2万余頭を獲得した。
神䴥2年（429年）8月、太武帝は東部高車が巳尼陂に駐屯していると聞き、詔で左僕射の安原に万余騎を率いさせてこれを討伐した。
太延2年（436年）、高車国は北魏に遣使を送って朝献した。
文成帝（在位：452年 - 465年）のとき、五部高車は盛大に天を祭り、集まった衆は数万に及んだ。文成帝は高車の衆を召して車駕の南討に随従するよう命じたが、高車は南行を願わず、遂に袁紇樹者を推戴して主とし、北魏に叛いたので、都督の宇文福は追討し、大敗して還る。また詔で平北将軍・江陽王拓跋継に都督としてこれを討たせ、拓跋継は先に人を遣わして袁紇樹者を慰労した。袁紇樹者は部衆を率いて降った。

### 阿伏至羅国
太和11年（487年）、柔然隷属下の高車副伏羅（）部の阿伏至羅（）とその従弟の窮奇（キョンキ）は、柔然可汗の豆崙（）に対し、度重なる北魏への侵犯を諫めたが、豆崙が聞き入れないので、阿伏至羅らは所部の衆10余万落を率いて、柔然から離反した。阿伏至羅は自立して王となり、国人はこれを号して“候婁匐勒”（ハウラウフゥーラク、こうろうふくろく：大天子の意）とし、窮奇は“候倍”（ハウペイ、こうはい：儲主の意）と号した。2人は部を分けて立ち、阿伏至羅は北に住み、窮奇は南に住んだ。豆崙はこれを討つが敗戦を重ね、東へ移った。
太和14年（490年）、阿伏至羅は商胡越者を遣わして北魏に朝貢した。
後に窮奇が嚈噠（エフタル）に殺され、その子の弥俄突らが捕えられると、その衆は分散し、北魏に亡命したり、柔然に投降したりした。孝文帝は詔で宣威将軍・羽林監の孟威を遣わし投降者を納め、高平鎮を置いた。阿伏至羅の長男は阿伏至羅の余妻と謀って阿伏至羅を殺そうとしたので、阿伏至羅はこれを殺した。
阿伏至羅は残暴な性格だったので、衆心を失い、衆はこれを殺して宗人の跋利延（）を立てて主とした。
正始4年（507年）10月、柔然隷属下の高車人である他莫孤（）は部を率いて北魏に降る。
永平元年（508年）4月、嚈噠が高車を征伐すると、高車の国人たちは弥俄突（）を推戴しようと、跋利延を殺し、弥俄突を迎えて即位させた。弥俄突が立つと、ふたたび北魏に遣使を送って朝貢するようになった。6月、高車国は北魏に遣使を送って朝貢した。弥俄突は柔然可汗の伏図（）と蒲類海（バルクル湖）の北で戦うが、伏図に敗れ、300余里も西走した。しかし、伏図は北魏の龍驤将軍の孟威が高昌王の麴嘉を迎えるため伊吾にやってくることを知ると、怖れて遁走した。これに乗じて弥俄突は反撃し、伏図を蒲類海の北で殺害し、その髪を割いて孟威に送りつけた。7月、弥俄突はその莫何去汾（モァクァチーフェン、ばくかきょふん：官名）の屋引叱賀真（）を北魏に遣わし、その方物を貢納した。
永平3年（510年）9月、烏萇・伽秀沙尼の諸国は北魏に遣使を送って朝献した。高車別帥の可略汗らは衆1700を率いて北魏に内属。10月、高車・亀茲・難地・那掲・庫莫奚の諸国は北魏に遣使を送って朝献した。
永平4年（511年）12月、高車国は北魏に遣使を送って朝献した。
熙平元年（516年）、弥俄突は柔然可汗の醜奴（）と戦い敗北した。醜奴はその両脚を駑馬の上に繋いで、これを殺し、その頭蓋骨に漆を塗って杯とした（髑髏杯）。その部衆はことごとく嚈噠に入った。
数年を経て、嚈噠は弥俄突の弟の伊匐（）の還国を聴いた。
神亀元年（518年）5月、高句麗・高車・高昌の諸国は北魏に遣使を送って朝貢した。
正光2年（521年）、伊匐は柔然を大破し、柔然可汗の婆羅門は涼州に投降した。
正光3年（522年）4月、伊匐が北魏に遣使を送って奉表したので、孝明帝は遣使者の谷楷らに高車国主の伊匐をもって鎮西将軍・西海郡開国公・高車王とした。
伊匐は後に柔然と戦い、敗北。その弟の越居（）は伊匐を殺し自ら立つ。
東魏の天平年間（534年 - 537年）、越居は柔然に破られ、伊匐の子の比適（）は越居を殺して自ら立つ。
興和3年（541年）4月、越居の子の去賓（）が東魏に降ったので、孝静帝は封じて去賓を高車王とし、安北将軍・肆州刺史を拝したが、既に病死していた。

## 習俗
以下の記述は『魏書』、『北史』による

### 衣食住
高車は遊牧民なので、狩猟と牧畜を生業とし、食事は酪（らく：ヨーグルトの類）を飲み、肉を食べる。穀がないので、酒を造らない。季節（夏・冬）ごとに移動するため定住せず、穹廬（ゲル）に住み、移動の際にはその穹廬をたたんで家財道具とともにラクダや轀車（おんしゃ：荷車）に乗せて移動する。また、その轀車の車輪が高大で、輻（スポーク）の数が多いため「高車」と呼ばれる。着物は獣の皮や毛皮を衣とする。座るときは膝を立てて座り、風呂には入らず、衣服が汚れていたので、中国の人からは不潔で行儀が悪いと思われた。

### 言語
高車の使用する言語は、彼らの自称狄歴（）、他称勅勒（）・丁零（）などと中国史書に書かれることから、テュルク語を話していたと思われる。また、『魏書』や『北史』には「その言葉は匈奴とだいたい同じだが、時に少し異なる」と書かれており、匈奴もテュルク系であったことを思わせる。

### 婚姻
まず、男の親族は柵を作って、女の親族に好きなだけ馬を取らせる。迎婦の日、男女は馬の酪と熟肉を持ちあって節解する。主人は客を案内して穹廬の前に群がって座り、終日宴を催す。明日、婦が帰ろうとすると、夫の親族が還って家馬群に入り、極めて良馬を取る。父母兄弟は惜しむが、何も言わない。諱は寡婦から取ってこれを憐れむ。

### 葬祭
人が死ねば吟哭泣して泣く。埋葬のスタイルは土葬で、まず穴を掘って、その中で屍を座らせ、臂（）を張って弓を引かせ、刀を帯びて槊（矛）をわきに抱えさせ、生きている時と変わらないようにして、穴は覆わず露わにしたままにする。病気などで死んだ場合は福を祈り、その後何事もなければ神にお礼祭りをする。

### その他
雷が鳴り響くと喜び、毎回鳴り響けば叫んで天に矢を射てこれを棄てて移り去る。秋、馬が肥えると、雷が落ちた場所に来て、羖羊を埋め、火を燃やし、刀を抜き、巫女は祝い説き、群隊は馬を馳せて良馬を旋回させ、お供え物をして止める。
また、人々は一束の柳の木を持ち、これを回して立て、乳酪を灌（）ぐ。婦人は皮で羊骸を包み、首の上にこれを戴き、髮鬢を絡め屈してこれを繋ぎ、軒冕（けんべん：大夫以上の者が使用する車と冠）のようにする。
良いことがあれば音楽を奏で歌舞をする。

## 歴代君主
大人（）とは部族長のことで、部帥（）とはそれに次ぐ地位である。後に阿伏至羅は阿伏至羅国を建てて候婁匐勒（）と称し、弟の窮奇は候倍（）と称した。

### 部族時代
- 庫寒…紇奚部大人
- 屈地鞬…紇突隣部大人
- 叱伐…侯呂隣部大人
- 匿物尼…紇突隣部帥
- 叱奴根…紇奚部帥
- 勅力鞬…高車別帥・咥利曷莫弗
- 幡豆鞬…高車別帥・解批莫弗
- 没弈干…破多蘭部大人
- 袁紇樹者…袁紇部大人

### 阿伏至羅国
副伏羅氏
1. 阿伏至羅（487年 - ?殺）
  - 窮奇（487年 - ?殺）…阿伏至羅の弟
2. 跋利延（? - 508年殺）
3. 弥俄突（508年 - 516年殺）…窮奇の子
4. 伊匐（516年? - ?殺）…弥俄突の弟
5. 越居（? - ?殺）…伊匐の弟
6. 比適（? - ?）…伊匐の子
7. 去賓（541年）…越居の子

## 参考資料
- 『魏書』（帝紀第一、帝紀第二、帝紀第三、帝紀第四上、帝紀第八、帝紀第九、帝紀第十二、列伝第九十一）
- 『北史』（列伝第八十六）
- 『騎馬民族史 正史北狄伝』 1巻、内田吟風、田村実造 他訳注、平凡社〈東洋文庫〉、1971年。全国書誌番号:73019715。
- 『騎馬民族史 正史北狄伝』 2巻、佐口透、山田信夫、護雅夫 他訳注、平凡社〈東洋文庫〉、1972年。全国書誌番号:73019716。